# Šibovska
Šibovska (szerbül: Шибовска), település Bosznia-Hercegovinában, a Bosanska Krajina és a Bosanska Posavina közötti átmeneti területen, Prnjavor község területén, a Szerb Köztársaságban. 

## Fekvése
Bosznia-Hercegovina északi részén, Banja Lukától légvonalban 43, közúton 69 km-re északkeletre, községközpontjától légvonalban 7, közúton 9 km-re észak-északkeletre, az azonos nevű patak mentén, 195-215 méteres tengerszint feletti magasságban fekszik. Itt halad át a Prnjavort Derventával összekötő út.

## Népessége
| Nemzetiségi csoport | Népesség 1991 | Népesség 2013 |
| ------------------- | ------------- | ------------- |
| Szerb               | 237           | 227           |
| Bosnyák             | 0             | 0             |
| Horvát              | 1             | 5             |
| Jugoszláv           | 10            | 0             |
| Egyéb               | 1             | 11            |
| Összesen            | 249           | 243           |

## Története
A falu határában egy nagyobb kiemelkedésen talált régészeti leletek tanúsága szerint ezen a területen már az őskőkorszakban is éltek emberek.
A térség 1878-ig tartozott az Oszmán Birodalomhoz, ekkor a berlini kongresszus határozata alapján az Osztrák-Magyar Monarchia része lett. Bosznia-Hercegovina 1878-as megszállása után a németek és osztrákok közül számos gazdálkodó család érdeklődött Prnjavor régiója iránt. Amikor megérkezett az első 70 fős német család, földet kaptak a Vijaka-folyó jobb partján, a Prnjavor-Derventa út mentén. A családok új csoportjának érkezésével a mai Šibovska területén földet osztottak ki számukra, és létrehoztak két német települést, Glogovacot és Šibovskát. 1910-ben a Prnjavori járáshoz tartozó településen 77 háztartást és 444 római katolikus lakost találtak. A németek a mezőgazdaság mellett jó szőlőtermesztőnek bizonyultak, amelynek termesztése a későbbi kiszorítások miatt ezen a területen teljesen kihalt. Azonban ezen a területen a németek leginkább állattenyésztőkként voltak ismertek, akik fajtatiszta állatállományt, elsősorban szarvasmarhát tenyésztettek.
A monarchia szétesésével 1918-ban előbb a Szerb-Horvát-Szlovén Királyság, majd 1929-től a Jugoszláv Királyság része. A németek számára nehéz napok következtek az első világháború után, amikor Ausztria-Magyarország szétesett, Bosznia-Hercegovina pedig a Jugoszláv Királyság része lett. A német nemzetiségű képviselőket megfosztották politikai jogaiktól, elsősorban a Jugoszláv Királyságban megtartott első választásokon való részvételtől, valamint a művelési célú föld kiosztásának jogától. Ezért mentek nagy számban Ausztriába és Németországba. 1921-ben a településnek 92 háztartása és 471 lakosa volt. Az 1929-es törvény értelmében, amikor Bosznia-Hercegovinát négy banovinára, Drinskára, Vrbaskára, Zetskára és Primorskára osztották, a település a Vrbaska banovina része lett, amelynek székhelye Banja Luka volt Jugoszlávia megszállása után a Független Horvát Állam (NDH) része lett. A második világháború után a németek ismét állami támadásoknak voltak kitéve. Nagy üldöztetések áldozatai lettek, lágerekbe zárták őket, vagyonukat elkobozták, ami a német nemzeti kisebbség számának meredek csökkenését eredményezte. Jugoszlávia-szerte nagyszámú német emigrált a területről, Ausztriába és Németországba, helyükre pedig a háború után szerbek települtek. A második világháború után a település a szocialista Jugoszláviához tartozott. A daytoni békeszerződést követő területfelosztásnál a település Prnjavor község részeként a Szerb Köztársaság területéhez került.

## Oktatás
„Petar Kočić” Általános Iskola. A šibovskai elemi iskola az osztrák-magyar uralom idején alakult 1903-ban, és 1941-ig megszakítás nélkül működött. Az első és a második világháború között a német nemzetiségű diákokat elválasztották másoktól. Az első és a második osztályban német nyelvű órákon vettek részt a tanulók, harmadiktól szerb nyelvű órákat hallgattak. 1945-től 1959-ig az iskola újra működött - Šibovskai Nemzeti Általános Iskola néven. A diákok többsége kezdetben német nemzetiségű volt, a többiek jóval kevesebben voltak. Az iskola első tanárai Jakov és Milka Barbarić voltak.  A tanári munka egyik feltétele a német nyelv ismerete volt. 1962-ben az iskola a „Danko Mitrov” Általános Iskola nevet kapta, majd hozzá csatolták Palačkovci, Donji Smrtići, Gornji Smrtići, Pečeneg Ilova, Gornja Ilova és Velika Ilova helyi iskoláit. Ezek a šibovskai iskola lett a központi iskola, a csatolt iskolák pedig regionális tagozatokká váltak. 1972-ben Prnjavor község összes általános iskoláját a Prnjavori Általános Iskolába integrálták. 1976 óta az iskolák a Prnjavori Általános Iskolai Központ keretében működnek. 2010-ben megszűnt a Prnjavor Általános Iskola, és a „Danko Mitrov” Általános Iskola nevét „Petar Kočić” Általános Iskolára változtatták, amely név alatt ma is működik.

## Sport
Az FK Borac Šibovska labdarúgóklubot 1966-ban alapították. 

## Nevezetességei
- A falu római katolikus plébániatemploma. Bár a katolikus németek a 19. század végén költöztek ezekre a területekre, Jozo Garić akkori püspök csak 1917-ben döntött úgy, hogy a hívek nyomására megalakítja Šibovska plébániáját. Még a štivori olaszokat is meglepte a püspök döntése, hiszen megígérte nekik, hogy a háború (I. világháború) végéig nem alapítják meg a plébániát. A jadovicai és palačkovci lengyelek pedig nyíltan tiltakoztak, mert nem akartak egy plébániában lenni a šibovskai németekkel, míg a Velika Ilova-i hercegovinai horvátok kijelentették, hogy nem mondanak le prnjavori Szent Antal-templomukról. A katolikus plébánia végül csak 1917 és 1943 között létezett. A šibovskai plébániatemplom építése 1922-ben kezdődött, amikor a šibovskai hívek engedélyt kértek a püspöktől, hogy adományokat szedhessenek be a templom építéséhez. Az építkezés azonban nyilván nem indult el azonnal, mert Matko Baković plébános csak 1930. augusztus 25-én kelt levelében kéri Banja Luka püspökét, hogy engedje meg Dragutin Bandić akkori prnjavori papnak, hogy áldja meg az új šibovskai templomot. A második világháború után a templomot iskolává, lakóházzá, raktárrá, majd fogadóvá alakították át, míg ma az épület üresen tátong.[9]

- Korai őskőkori telep maradványai egy nagyobb kiemelkedésen nagyon ritka kőeszközökkel, melyeken jól látszanak a megmunkálás nyomai.[3]